# Kutrovice
Kutrovice är en ort i Tjeckien.   Den ligger i regionen Mellersta Böhmen, i den centrala delen av landet, 30 km nordväst om huvudstaden Prag. Kutrovice ligger 254 meter över havet och antalet invånare är 102.
Terrängen runt Kutrovice är huvudsakligen lite kuperad. Kutrovice ligger nere i en dal. Runt Kutrovice är det tätbefolkat, med 343 invånare per kvadratkilometer. Närmaste större samhälle är Kladno, 14,0 km söder om Kutrovice. Trakten runt Kutrovice består till största delen av jordbruksmark.